# Carlos Arvelo (khu tự quản)
Carlos Arvelo là một khu tự quản thuộc bang Carabobo, Venezuela. Thủ phủ của khu tự quản Carlos Arvelo đóng tại Guigue. Khự tự quản Carlos Arvelo có diện tích 835 km2, dân số theo điều tra dân số ngày 21 tháng 10 năm 2001 là 124344 người.